# Доменико Буркьелло
Доменико Буркьелло (настоящее имя Доменико ди Джованни; итал. Domenico di Giovanni [Burchiello], 1404, Флоренция — 1449, Рим) — итальянский поэт.

## Биография
Происходил из простой семьи — отец был плотником, мать пряхой. Образования не получил. Был цирюльником во Флоренции, входил в Корпорацию врачей и аптекарей (Corporazione dei Medici e degli Speziali). Его цирюльня на Via Calimala в 1420—1430 -х гг. стала местом собрания интеллигенции столицы Тосканы, её посещали Леон Батиста Альберти, Филиппо Брунеллески, Росселло Росселли, Мариотто Даванацци, Ансельмо Кальдерони.  За сатирические стихи, направленные против Медичи, изгнан. Жил в Сиене, где некоторое время провёл в тюремном заключении (1443) за мелкие нарушения. Друзья выхлопотали прощение поэту, но он тяжело заболел и не смог вернуться во Флоренцию. Умер в Риме.
Произведения Буркьелло, — почти все в форме «хвостатого» сонета, то есть сонета с кодой (дополнительным терцетом), — полны бытовых примет, наблюдений за повседневной жизнью. Его произведения делятся на комически описывающие жизненные неурядицы поэта, литературно-полемические, направленные против поэтов-петраркистов и «насмешливые» сонеты. Значение последних до сих пор полностью не расшифровано. Для сатирических сонетов Буркьелло характерна игра слов, присутствие нарочитых нелепиц — такую манеру перенял ряд итальянских поэтов XV века (Антонио Каммелли да Пистойя, Беллинчони и др.), она получила название «буркьелловской».
Полное издание произведений Буркьелло Sonetti del Burchiello, del Bellincioni e d'altri poeti fiorentini alla burchiellesca вышло в 1757 году.